# Trần Nhật Vĩnh
Trần Nhật Vĩnh (chữ Hán: 陳日永) là một vị quan dưới triều nhà Nguyễn. Ông làm quan từ đời vua Gia Long đến Minh Mạng thì bị kết tội tử do tham nhũng.

## Thân thế và sự nghiệp

### Theo sử liệu triều Nguyễn[9][10]
Không rõ năm sinh và quê quán của Trần Nhật Vĩnh.
Năm Gia Long năm thứ 18 (1819), tháng 5, triều đình lấy Tri phủ Quốc Oai là Trần Nhật Vĩnh làm Hình bộ Thiêm sự sung biện Hình tào Bắc Thành. Cùng năm, triều đinh lại cho Thiêm sự Hình bộ là Trần Nhật Vĩnh làm Tham hiệp Thanh Hoa.
Năm Minh Mạng thứ nhất (1820), triều đình cử Lê Văn Duyệt vào nhậm chức Tổng trấn Gia Định Thành (lần 2). Lê Văn Duyệt được mang theo những thuộc hạ của hai cơ Thanh Thuận và An Thuận, được tùy nghi sắp đặt.  Đồng thời Tham hiệp Thanh Hoa là Trần Nhật Vĩnh đang làm Thiêm sự Hình bộ, cũng được theo vào thành Gia Định làm việc từ chương. Chứng tỏ Trần Nhật Vĩnh có mối qua hệ rất mật thiết với Lê Văn Duyệt.

Năm 1821, Tổng trấn thành Gia Định Lê Văn Duyệt uỷ cho Thiêm sự Trần Nhật Vĩnh vào yết kiến.
Vua nhân nói: “Người Chân Lạp hẳn đã sợ uy mộ đức chưa”? Vĩnh đáp: “Sợ uy thì có, còn mộ đức thì chưa dám chắc”.
Cùng năm, triều đình sai Thiêm sự Trần Nhật Vĩnh quyền lĩnh việc tào ở Gia Định Thành.
Năm 1822, Tổng trấn thành Gia Định Lê Văn Duyệt sai Trần Nhật Vĩnh về kinh đô tâu việc Chân Lạp. Cùng năm, triều đình lấy Thiêm sự Hình bộ biện lý Hình tào thành Gia Định là Trần Nhật Vĩnh làm Ký lục Vĩnh Thanh. Sau đó, triều đình lại sai Ký lục Vĩnh Thanh là Trần Nhật Vĩnh lấy bản chức theo làm việc ở thành Gia Định.
Dù triều đình sai Trần Nhật Vĩnh đi trấn Vĩnh Thanh nhận chức Ký lục, Tổng trấn Lê Văn Duyệt vẫn xin cho Trần Nhật Vĩnh được ở lại thành Gia Định làm việc từ xa. Đây bị xem là một tội trong Vụ án Lê Văn Duyệt sau này.
Năm 1823, Tổng trấn Lê Văn Duyệt về kinh, cùng thời gian, thị vệ Trần Văn Tình từ Gia Định về kinh ngầm báo cáo tội trạng của Trần Nhật Vĩnh, thuộc hạ thân cận của Lê Văn Duyệt. Lê Văn Duyệt sau khi biết tin, vào chầu, đòi chém Trần Văn Tình nếu không sẽ trả ấn và từ chức Tổng trấn.
Năm 1824, triều đình lấy Ký lục Trần Nhật Vĩnh lĩnh Công tào vẫn kiêm làm việc giấy tờ. Cho dựng công thự cho Công tào Gia Định. Công tào Gia Định trước lệ theo hai tào Binh Hình kiêm lĩnh, đến nay mới đặt chuyên viên coi tào, nên sai thành thần dựng công thự để lấy chỗ làm việc.
Cùng năm, triều đình lấy Ký lục lĩnh Công tào thành Gia Định là Trần Nhật Vĩnh thự Tham tri Công bộ, vẫn lĩnh Công tào kiêm làm việc giấy tờ ở thành Gia Định.
Năm 1825, vua Minh Mạng ban tặng lễ vật mừng năm mới cho Tổng trấn Lê Văn Duyệt, các quan văn võ như Trương Tấn Bửu, Nguyễn Văn Thuỵ, Nguyễn Xuân Thục, Trần Nhật Vĩnh đều được dự.
Tháng 3 cùng năm, triều đình cho Trần Nhật Vĩnh làm Hữu Tham tri Hộ bộ vẫn lĩnh Hộ tào kiêm Công tào thành Gia Định và việc từ chương ở thành.
Năm 1827, Tổng trấn Gia Định Thành là Lê Văn Duyệt phải về kinh đô Huế chầu, Thống chế quản lý biền binh thành Gia Định là Nguyễn Văn Tuyên nắm quyền giữ ấn triện thành Gia Định, các Tào trưởng Trần Nhật Vĩnh, Hoàng Văn Diễn, Trịnh Xuân Trạm hội đồng giúp làm việc thành.
Năm 1828, tháng 3, triều đình triệu Tả Tham tri Hộ bộ lĩnh Hộ tào kiêm Công tào thành Gia Định là Trần Nhật Vĩnh về Kinh.
Cùng năm, tháng 5, triều đình lấy Tả Tham tri Hộ bộ là Trần Nhật Vĩnh lĩnh Hộ tào Bắc Thành kiêm lý Đê chính, uỷ riêng cho Trần Nhật Vĩnh hội với trấn thần sở tại thân đốc các phủ huyện bồi đắp đê điều.

Tả Tham tri Hộ bộ lĩnh Hộ tào Bắc Thành là Trần Nhật Vĩnh có tội phải hạ ngục.
Vĩnh trước ở Gia Định, được Tổng trấn Lê Văn Duyệt tin dùng, cậy thế ăn của đút, thậm chí cướp vợ người, dỡ nhà, chiếm đoạt tài sản của người, người ta sợ nó tàn ngược không dám phát giác. Vĩnh đi nơi khác chưa đầy một tháng, nhân dân nộp đơn kiện rất nhiều. Duyệt thụ lý tất cả, già trẻ ai cũng reo mừng. Duyệt đem việc tham tâu lên, giải Vĩnh về để đối chất, xin phái quan Kinh về hội xét. Lại làm tờ tâu nhận tội mình tin dùng phải người bậy, xin giao bộ nghị xử.
Vua bảo bầy tôi rằng: "Duyệt trung thành có thừa, mà thiếu sáng suốt, đã vì kẻ gian lừa phỉnh đem lòng tin cậy thì vua cha ở trên đã nhắc bảo cũng vẫn mê không biết, nữa là liêu thuộc, có ai sửa chữa cho được. Đến lúc biết là lầm, hối không kịp nữa. Trần Nhật Vĩnh xuất thân hèn mọn, không dự khoa cử. Triều đình đã dùng làm đến chức này, mà dám luông tuồng làm bậy, tham lam bẩn thỉu, tội ác đầy rẫy, giá có trăm miệng cũng không thể cãi mà che giấu được, cần gì phải giải về để việc dằng dai ra. Tào thần nhiều người, tự trẫm chọn dùng, lẽ nào lại tự vì kẻ có tội tự chuốc tội lỗi, cần gì phải đợi phái quan Kinh". Bèn sai Lê Văn Duyệt đốc đồng các tào xét rõ rồi tâu lên. Lập tức phái Chủ sự Hình bộ cùng Cai đội Cẩm y mỗi chức một người đến Bắc Thành, tuyên chỉ cách chức Vĩnh, bắt trói đem về Kinh đợi tội.

Vua dụ Lê Văn Duyệt rằng: "Trước kia khanh nghe lầm tà thuyết của Trần Nhật Vĩnh, nhiều việc sai bậy, những chương sớ tâu lên có nhiều điều không hợp, trẫm nghĩ công lao ngày trước của khanh mà không trách mắng. Nay khanh đã đến lúc bóng dâu buổi chiều còn biết hối lỗi trước, đem Trần Nhật Vĩnh nghiêm tham trừng trị và tâu xin nhận tội, tình từ thống thiết, trẫm đã thấu hết lòng khanh. Có lỗi mà biết đổi, thánh nhân còn tha, nữa là trẫm đối với khanh à. Việc khanh xin nghị xử thì gia ân miễn cho. Vậy ban dụ này ân cần chỉ bảo cho được yên lòng. Từ nay về sau khanh nên càng kính giữ đạo làm tôi, hết lòng công trung, chọn người mà dùng, chọn lời mà theo, không nóng nẩy làm bậy, không riêng nghe một người, để giữ trọn lời khen, tiếng tốt, như thế mới xứng được lòng tốt của trẫm bảo toàn công thần đến vô cùng". Dụ đến nơi, Duyệt khôn xiết mừng sợ, dâng biểu tạ ơn.
Năm 1829, tháng 1, viên quan bị cách chức là Trần Nhật Vĩnh, trước vì dâm ô, tham nhũng bị dân Gia Định tố cáo đến hơn 30 khoản. Giao cho thành thần xét rõ ràng để tâu lên. Đến nay án đệ lên bộ Hình bàn lại, xin chém ngay.
Vua bảo bầy tôi rằng: “Tội Vĩnh nặng quá pháp luật, xử chết cũng chưa đủ tội. Đáng lý giao về thành mà chém để tạ nhân dân. Nhưng vì đường xa cách trở, hoặc xảy ra việc gì, nên chém ngay ở nơi Đông thị (chợ Đông ở Kinh đô), rồi đưa đầu đến Gia Định để bêu. Hữu ty tịch biên nhà hắn được hơn 128.000 quan. Trấn thủ Phiên An là Phạm Văn Châu, nguyên Cai bạ là Nguyễn Bá Uông, Thiêm sự quyền nhiếp Hiệp trấn là Ngô Đức Chính, đều vì liên can bị cách chức.

### Theo sử liệu nước ngoài[12]
Gibson, sứ giả của vương quốc Ava, đã tiếp xúc với Trần Nhật Vĩnh và có ghi chép lại một số chi tiết trong nhật ký của mình.
Trong nhật ký của Gibson, Trần Nhật Vĩnh được nhắc đến qua tên gọi Ong-tan-hip hoặc Ong-tan-Hiep [Ông Tham Hiệp, gọi theo chức vụ Tham Hiệp Thanh Hoa của Trần Nhật Vĩnh], có chức vụ là Thư ký của quan Tổng trấn và được Lê Văn Duyệt yêu thích.
Ong-tan-Hiep được quan Tổng trấn nuôi nấng từ thuở còn thơ ấu. Ong-tan-Hiep là kẻ có tham vọng, năng lực và nóng nảy. Ong-tan-Hiep bị tất cả quan viên thù ghét, mặc cho Ong-tan-Hiep là kẻ giàu có và quyền lực. Các vị quan có cấp bậc cao hơn Ong-tan-Hiep, khi đến nhà Ong-tan-Hiep vẫn phải đứng chờ ngoài cửa. Không ngày nào mà không có người mang quà cáp sang nhà biếu Ong-tan-Hiep. Sau đó Ong-tan-Hiep lấy số quà đó đem qua cửa hàng của mình ở kế bên, cũng gần chợ, để bán lại.

Gibson thuật lại một mẩu chuyện về Ong-tan-Hiep.
Ngày 23 tháng 11 năm 1823, ... xảy ra vụ bắt giữ Ong-Quan-Tabaonhy và vợ, đó là kết quả từ âm mưu của Ong-Tan-Hiep, viên Thư ký yêu thích của quan Tổng trấn... Nguyên nhân thù ghét giữ Ong-tan-Hiep và Ong-Quan-Tabaonhy là do: Ban đầu, Ong-Quan-Tabaonhy bỏ ra một số tiền lớn để có thể cưới một bà góa phụ xinh đẹp, khi ông ta cạn tiền và sắp thành công thì ông Thư ký nhảy vào. Ông Thư ký trẻ hơn, đẹp trai hơn Ong-Quan-Tabaonhy, lại được quan Tổng trấn yêu thích nên bà góa phụ đổi ý và không chịu lấy Ong-Quan-Tabaonhy nữa. Hai ông quan từ đó không bao giờ là bạn nữa và tìm cách hại nhau khi có thể. Ông Thư ký sau đó phát hiện ra Ong-Quan-Tabaonhy ăn chặn tiền lương của công nhân đào kênh Hà Tiên. (Kết quả là vợ chồng ông này bị bắt.) Một ngày nọ, người vợ lẽ của Ong-Quan-Tabaonhy tên Che-day gặp và nói chuyện với ông Thư ký ngoài đường lộ. Bà này xin được đến nhà ông Thư ký bàn chuyện và ông này đồng ý. Một buổi tối lúc 8 giờ, bà này đến nhà ông Thư ký và xin nói chuyện riêng hai người trong phòng để bà này cầu xin chuyện thả chồng bà ta ra. Một lúc sau, cả nhà nghe tiếng "hiếp dâm" và "giết người". Khi mọi người đến nơi, bà này cáo buộc bị ông Thư ký cưỡng hiếp khi đang cố xin thả chồng ra. Sau đó bà ấy chạy ra ngoài đường và la hét tiếp, bà ấy cũng cho mọi người thấy lọn tóc mình cắt được từ ông Thư ký. Buổi sáng hôm sau, bà này đến chỗ quan Tổng trấn kêu oan và trưng lọn tóc ra làm chứng. Biết rằng tội gian dâm sẽ bị xử chết, quan Tổng trấn xem xét và thấy rằng vụ việc này là là âm mưu của bà vợ lẽ và chồng nhằm mưu hại ông Thư ký nên hạ lệnh phạt bà ấy 100 roi. Bà vợ lẽ này chắc chưa tới 20 tuổi.

### Nhận định
Trần Nhật Vĩnh là nhân vật thường được nhắc đến khi liệt kê về các vụ án tham nhũng thời Minh Mạng hoặc nhà Nguyễn.
Theo lời vua Minh Mạng thì "Trần Nhật Vĩnh xuất thân hèn mọn, không dự khoa cử...". Chắc chắn có sự chiếu cố rất lớn từ Lê Văn Duyệt nên Trần Nhật Vĩnh mới có thể từ chức vụ tri phủ ở Quốc Oai, vào Thanh Hoa nhận chức tham hiệp. Rồi 1 năm sau (1820), khi Lê Văn Duyệt vào Gia Định Thành làm Tổng trấn, Vĩnh lại được cho gọi theo vào phụ việc. Các công việc ngoại giao hay về kinh đô báo cáo, Vĩnh đều nắm lãnh. Khi triều đình sai Vĩnh đi trấn Vĩnh Thanh nhận chức ký lục, Lê Văn Duyệt lại xin cho Vĩnh được ở lại Gia Định mà vẫn kiêm nhiệm chức vụ cả hai nơi.
Trần Nhật Vĩnh gây thù với người khác, bị bắt quả tang (hoặc bị gài bẫy) việc hiếp dâm, giết người với bằng chứng rõ ràng. Thế nhưng khi đem ra cho Lê Văn Duyệt xét xử, với bằng chứng và sự tình hợp lý, thì người đi kiện bị buộc tội vu cáo và bị đánh đòn. Trong khi Lê Văn Duyệt nổi tiếng là hay xử chém người khác không cần xét xử, chỉ cần nghe tin hoặc có tấu trạng về họ là thi hành. Trần Văn Tình từ Gia Định về kinh đô tố cáo Vĩnh, Lê Văn Duyệt lại làm áp lực với triều đình, ép phải chém Tình vì tội vu cáo. Triều đình muốn xét xử Trần Nhật Vĩnh nên phải điều Vĩnh về kinh rồi phái đi Bắc Thành, sau đó cho viên trung sứ bí mật đi điều tra và thu nhận đơn tố cáo Vĩnh ở Gia Định mang về kinh. Lê Văn Duyệt ban đầu không hay biết, khi sự việc bị phanh phui thì đành phải tự làm đơn tố cáo Vĩnh và tố mình dùng sai người. Lê Văn Duyệt vẫn còn ý muốn cứu Vĩnh nên xin cho giải Vĩnh về Gia Định và mời quan ở kinh đô về cùng đối chất. Minh Mạng từ chối: "giá có trăm miệng cũng không thể cãi mà che giấu được, cần gì phải giải về để việc dằng dai ra".

## Sách tham khảo
- Quốc sử quán triều Nguyễn, Đại Nam thực lục (toàn tập). Bản dịch của Trung tâm khoa học xã hội và nhân văn quốc gia, Viện sử học Quốc sử quán triều Nguyễn, Tổ Phiên dịch Viện Sử học phiên dịch. Nhà xuất bản Giáo Dục xuất bản năm 2007.
- Quốc sử quán triều Nguyễn, Đại Nam liệt truyện (toàn tập). Nhà Xuất Bản Thuận Hóa.
- John Crawfurd (1828): Journal of an embassy from the Governor-General of India to the courts of Siam and Cochin-China: exhibiting a view of the actual state of those kingdoms. SOUTHEAST ASIA VISIONS, Cornell University Library’s John M. Echols Collection.
- Việt Nam Sử Lược, Trần Trọng Kim, bản in năm 1971. In lần thứ nhất của Trung tâm học liệu của Bộ giáo dục.
- Nguyễn Khắc Thuần, Việt sử giai thoại (Tập 8). Nhà xuất bản Giáo dục, 1999.